# Hopkins County (Texas)
Das Hopkins County ist ein County im Bundesstaat Texas der Vereinigten Staaten. Das U.S. Census Bureau hat bei der Volkszählung 2020 eine Einwohnerzahl von 36.787 ermittelt. Der Sitz der County-Verwaltung (County Seat) befindet sich in Sulphur Springs.

## Geographie
Das County liegt im Nordosten von Texas und ist im Norden etwa 50 km von Oklahoma entfernt und im Osten etwa 80 km von Arkansas und Louisiana. Es hat eine Fläche von 2053 Quadratkilometern, wovon 27 Quadratkilometer Wasserfläche sind. Es grenzt im Uhrzeigersinn an folgende Countys: Delta County, Franklin County, Wood County, Rains County und Hunt County.

## Geschichte
Hopkins County wurde am 25. März 1846 aus Teilen des Lamar County und des Nacogdoches County gebildet. Die Verwaltungsorganisation wurde am 13. Juli gleichen Jahres abgeschlossen. Benannt wurde es nach der Familie von David Hopkins (1825–1906), einem frühen Siedler in dieser Gegend.
Ein Bauwerk im County ist im National Register of Historic Places („Nationales Verzeichnis historischer Orte“; NRHP) eingetragen (Stand 24. November 2021), das Hopkins County Courthouse.

## Demografische Daten

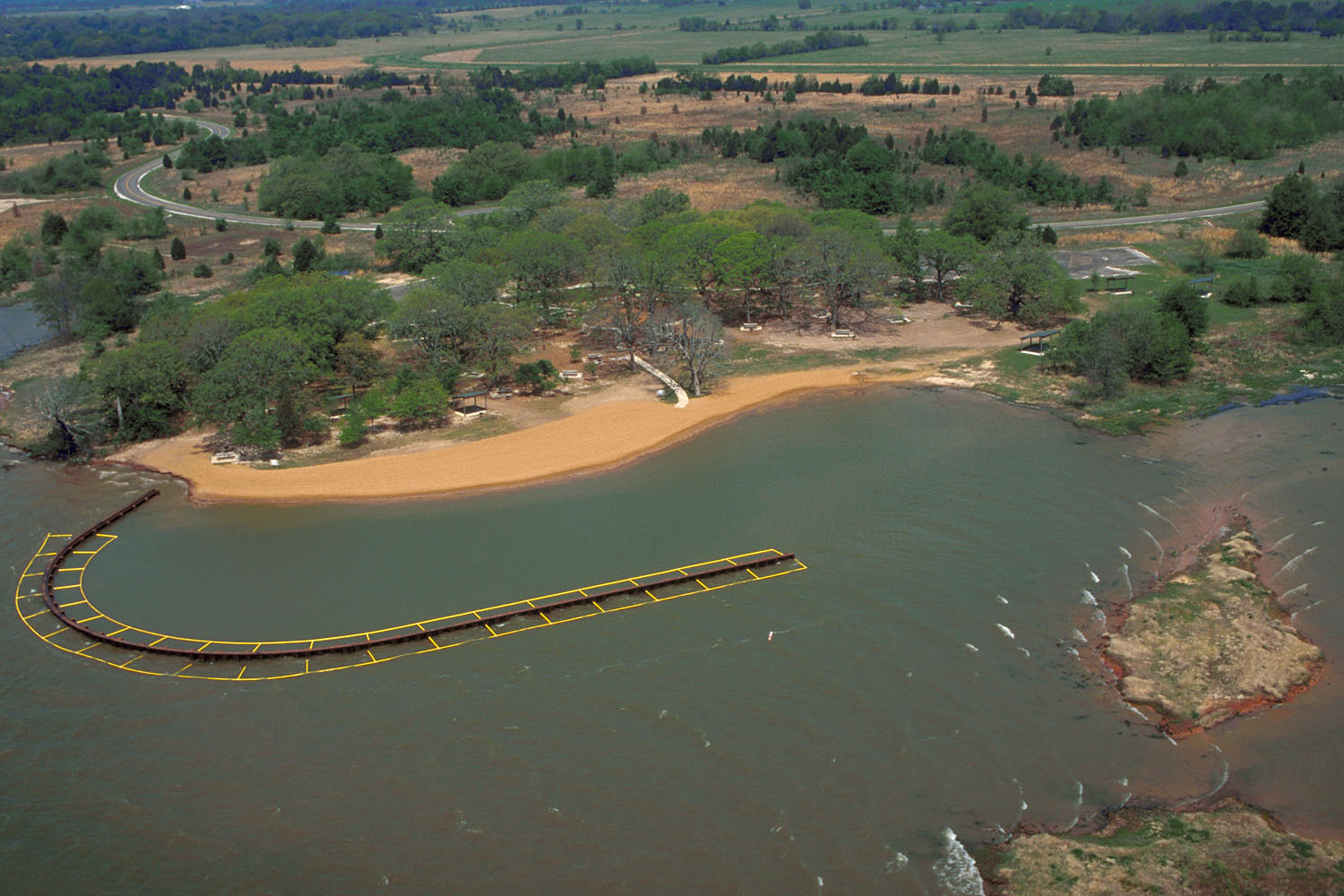
Teil des Cooper Lake State Parks

Nach der Volkszählung im Jahr 2000 lebten im Hopkins County 31.960 Menschen. Davon wohnten 472 Personen in Sammelunterkünften, die anderen Einwohner lebten in 12.286 Haushalten und 8.882 Familien. Die Bevölkerungsdichte betrug 16 Einwohner pro Quadratkilometer. Ethnisch betrachtet setzte sich die Bevölkerung zusammen aus 85,11 Prozent Weißen, 7,99 Prozent Afroamerikanern, 0,68 Prozent amerikanischen Ureinwohnern, 0,25 Prozent Asiaten, 0,06 Prozent Bewohnern aus dem pazifischen Inselraum und 4,55 Prozent aus anderen ethnischen Gruppen; 1,36 Prozent stammten von zwei oder mehr ethnischen Gruppen ab. 9,28 Prozent der Einwohner waren spanischer oder lateinamerikanischer Abstammung.
Von den 12.286 Haushalten hatten 32,5 Prozent Kinder oder Jugendliche, die mit ihnen zusammen lebten. 58,5 Prozent waren verheiratete, zusammenlebende Paare, 10,0 Prozent waren allein erziehende Mütter und 27,7 Prozent waren keine Familien. 24,1 Prozent waren Singlehaushalte und in 11,8 Prozent lebten Menschen im Alter von 65 Jahren oder darüber. Die durchschnittliche Haushaltsgröße betrug 2,56 und die durchschnittliche Familiengröße betrug 3,04 Personen.
26,1 Prozent der Bevölkerung war unter 18 Jahre alt, 8,4 Prozent zwischen 18 und 24, 27,3 Prozent zwischen 25 und 44, 23,0 Prozent zwischen 45 und 64 und 15,2 Prozent waren 65 Jahre alt oder älter. Das Medianalter betrug 37 Jahre. Auf 100 weibliche Personen kamen 96,1 männliche Personen und auf 100 Frauen im Alter von 18 Jahren oder darüber kamen 93,3 Männer.
Das jährliche Durchschnittseinkommen eines Haushalts betrug 32.136 USD, das Durchschnittseinkommen einer Familie betrug 38.580 USD. Männer hatten ein Durchschnittseinkommen von 30.377 USD, Frauen 20.751 USD. Das Prokopfeinkommen betrug 17.182 USD. 11,3 Prozent der Familien und 14,6 Prozent der Einwohner lebten unterhalb der Armutsgrenze.

## Orte im County
- Addran
- Arbala
- Birthright
- Black Oak
- Bonanza
- Brashear
- Como
- Cumby
- Dike
- Emblem
- Flora
- Greenview
- Greenwood
- Hatchetville
- Mahoney
- Martin Springs
- Miller Grove
- Nelta
- Peerless
- Pickton
- Pine Forest
- Posey
- Reilly Springs
- Ridgeway
- Rockdale
- Saltillo
- Sandhill
- Seymore
- Shirley
- Sulphur Bluff
- Sulphur Springs
- Thermo
- Tira
- Weaver
- Weir